# Candido Raini
Candido Raini (Roma, 31 dicembre 1952) è un tecnico del suono italiano, vincitore di un David di Donatello per il miglior suono.

## Biografia
Ottiene il diploma di tecnico del suono nel 1972, e svolge l'attività professionale dal 1975.

## Filmografia
- L'infermiera... di mio padre, regia di Mario Bianchi (1976)
- La cameriera nera, regia di Mario Bianchi (1976)
- Vento, vento, portali via con te, regia di Mario Bianchi (1976)
- Il tassinaro, regia di Alberto Sordi (1983)
- Superfantozzi, regia di Neri Parenti (1986)
- Mignon è partita, regia di Francesca Archibugi (1988)
- Vacanze di Natale '90, regia di Enrico Oldoini (1990)
- Zitti e mosca, regia di Alessandro Benvenuti (1991)
- Caino e Caino, regia di Alessandro Benvenuti (1993)
- Ivo il tardivo, regia di Alessandro Benvenuti (1995)
- Io amo Andrea, regia di Francesco Nuti (2000)
- Un'estate al mare, regia di Carlo Vanzina (2008)
- Matrimonio a Parigi, regia di Claudio Risi (2011)
- Beata ignoranza, regia di Massimiliano Bruno (2017)

## Premi e riconoscimenti
- David di Donatello
  - 1989 - Miglior suono per Mignon è partita[1]